# Zu guter Letzt (2017)
Zu guter Letzt (Originaltitel The Last Word) ist eine US-amerikanische Filmkomödie von Mark Pellington, die am 24. Januar 2017 im Rahmen des Sundance Film Festivals ihre Premiere feierte. Der Film kam am 3. März 2017 in die US-amerikanischen und am 13. April 2017 in die deutschen Kinos.

## Handlung
Harriet Lauler ist eine erfolgreiche Geschäftsfrau, die alles um sich herum bis zuletzt kontrollieren will, worunter nach ihrer Pensionierung insbesondere ihr Gärtner Louie zu leiden hat, der den Garten ihrer vornehmen Villa pflegt, die sie alleine bewohnt. Nachdem Harriet einen Nachruf über einen allseits geliebten Lehrer gelesen hat, bezahlt sie eine Lokalzeitung dafür, ihren Nachruf im Voraus zu schreiben, um sicherzustellen, dass ihre Lebensgeschichte nach ihrem Tod auch richtig erzählt wird. Dies geschieht natürlich unter Harriets wachsamen Augen.
Anne Sherman, die junge Journalistin, der diese Aufgabe zugewiesen wurde, bekommt von ihr eine Liste mit Namen von Hunderten Menschen, auf der sich neben alten Arbeitskollegen auch Harriets früherer Ehemann befindet. Anne ruft sie alle an oder sucht sie persönlich auf, und jedes Mal macht sie die gleiche Erfahrung. Niemand hat etwas Gutes über Harriet zu erzählen, selbst ihre Tochter Elizabeth nicht, die sich von Harriet entfremdet hat und die genauso unnachgiebig geworden ist wie ihre Mutter, und auch nicht Father Piper, der erzählt, er habe sie immer gehasst.
Nach und nach muss Anne jeden Namen von der Liste von Menschen streichen, die möglicherweise etwas Gutes über Harriet hätten erzählen können. Anne gelingt es nicht, sich an die strikten Vorgaben für Harriets Nachruf zu halten, und schreibt stattdessen die Wahrheit über ihr Leben in einen ersten Entwurf.
Dieser fällt für die Auftraggeberin äußerst ernüchternd aus, denn durch ihr autoritäres Gehabe findet sich niemand in ihrem Umfeld, der ein gutes Wort für sie übrig hätte. Als Anne versucht, ihr zu erklären, dass dies nicht an ihrer Art zu schreiben liege, sondern womöglich an der Art und Weise, wie Harriet bisher ihr Leben gelebt hat, fasst diese den Entschluss, ihr Leben zu ändern. Damit wird gleichzeitig auch ihre Lebensgeschichte umgeschrieben, zumindest deren Ende.
Anne, die noch immer vertraglich gebunden ist, hat keine andere Wahl, als sie bei diesem Vorhaben zu begleiten. So versucht Harriet der kleinen Brenda, einem afroamerikanischen Mädchen mit außergewöhnlichen Interessen und Träumen, zu imponieren, damit es zumindest einen Menschen gibt, dessen Leben sie berühren konnte.
Gemeinsam mit Anne und Brenda versucht sie Dinge zu tun, die ihr bedeutsamer erscheinen als alles, was sie bisher in ihrem Leben getan hat. So übernimmt sie bei einem alternativen Radiosender eine Sendung von DJ Robin, die sie moderiert und für die sie die Musikauswahl trifft. In der gemeinsamen Zeit sind schließlich auch Anne und Harriet für das Leben der jeweils anderen bedeutsam geworden.

## Produktion

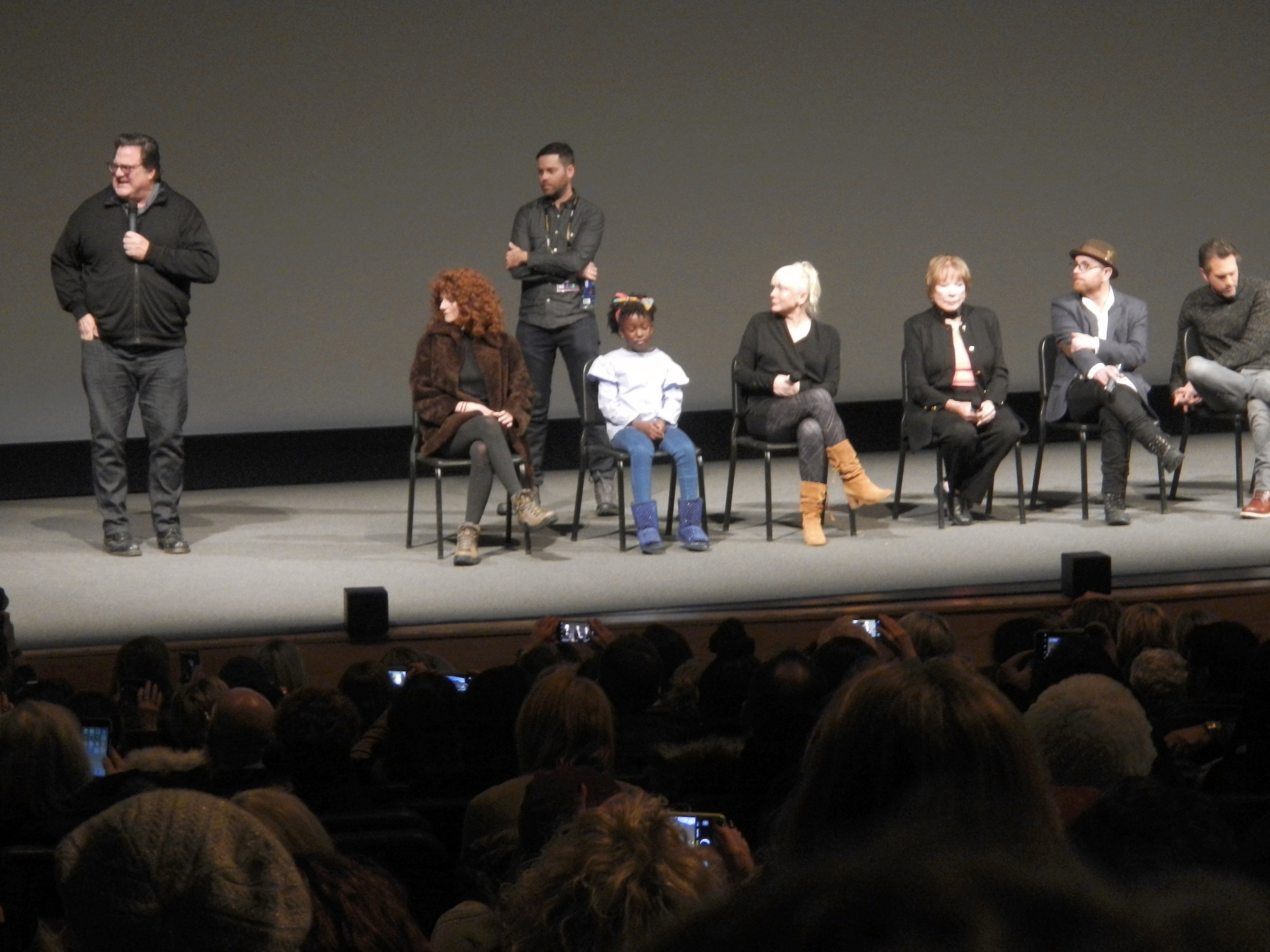
Cast und Filmcrew beim Sundance Film Festival 2017

Regie führte Mark Pellington, das Drehbuch schrieb Stuart Ross Fink. Die Hauptrolle von Harriet Lauler wurde mit Shirley MacLaine besetzt. Amanda Seyfried spielt die junge Journalistin Anne Sherman, die in Harriets Leben herumschnüffeln muss, um ihren Nachruf zu schreiben. Während der Dreharbeiten wurde bekannt, dass Seyfried und Thomas Sadoski, der im Film den DJ Robin spielt, ein Paar sind. Im März 2017 heirateten Seyfried und Sadoski. Philip Baker Hall übernahm die Rolle von Harriets Exmann Edward, Anne Heche spielt Harriets Tochter Elizabeth, und die Nachwuchsschauspielerin AnnJewel Lee Dixon ist in der Rolle von Brenda zu sehen. In der deutschen Synchronisation wird Harriet von Judy Winter gesprochen, und Magdalena Turba synchronisiert Anne.
Am 3. Februar 2016 hatten die Dreharbeiten begonnen. Der Film wurde in Santa Clarita, Anfang März 2016 in Pasadena und später in Los Angeles in Kalifornien gedreht. Am 11. März 2016 wurden die Dreharbeiten beendet. Der Film feierte am 24. Januar 2017 im Rahmen des Sundance Film Festivals Premiere und kam am 3. März 2017 in die US-amerikanischen Kinos. In Deutschland hat Tobis Film den Verleih übernommen und brachte den Film dort am 13. April 2017 in die Kinos.

## Rezeption

### Altersfreigabe
In den USA wurde der Film von der MPAA wegen der Ausdrucksweisen mit R geratet, wodurch Kindern und Jugendlichen unter 17 Jahren ohne Begleitung eines Elternteils der Besuch nicht gestattet ist. In Deutschland wurde der Film von der Freiwilligen Selbstkontrolle der Filmwirtschaft hingegen ohne Altersbeschränkung freigegeben. In der Freigabebegründung heißt es: „Der Film ist von leisem Humor und einer freundlichen Grundstimmung geprägt. Die Geschichte richtet sich thematisch zwar eher an Erwachsene, aber es gibt keine dramatischen Szenen und keine derbe Sprache, die kleine Kinder ängstigen oder anderweitig beeinträchtigen könnten.“

### Kritiken
Owen Gleiberman von der Variety meint, der Film sei „verklärtes Gequassel“ „schwachbrüstiger Figuren“, das durch Shirley MacLaines Ausstrahlung aufgewertet werde. Pete Hammond von Deadline.com findet es großartig, die Schauspielikone mit 82 Jahren wieder einmal in einer Hauptrolle zu sehen. Der Film sei für Fans von Shirley MacLaine ein absolutes Muss.
Auch David Rooney von The Hollywood Reporter meint, das Casting sei in Mark Pellingtons neuestem Film alles, und MacLaine zeige sich in Bestform, egal ob als Drachen oder wenn sie sich damit beschäftigt, Lebensratschläge zu geben.
Manfred Riepe von epd Film schreibt, man schaue MacLaine in der Rolle der „distinguierte[n] Giftspritze mit messerscharfem Mundwerk gerne zu“. Die von ihr gespielte Harriet sei ein Sturkopf, der erfolgreich sein Ding durchziehe. „Das Thema der Frau, die in einer von Männern gemachten Welt aneckt, weil sie sich dem Klischee der weiblich-mütterlichen Rolle verweigert, ist allerdings nicht neu“. Leider verflache der Film in dem Moment, in dem MacLaines Figur Konturen bekomme: Die Botschaft, die die lebenskluge Geschäftsfrau ihrer Ersatztochter vermittelt, dass jeder es schaffen kann, wenn er sich nur dazu entschließt, wirke aufgesetzt, „zumal die Charaktere nicht gerade mit psychologischer Tiefenschärfe ausgeleuchtet“ seien und die Chemie zwischen den beiden Frauen nicht stimme. Das liege an der „mädchenhaft-blassen Amanda Seyfried, die eine Fehlbesetzung“ sei.

### Einspielergebnis
Die weltweiten Einnahmen des Films aus Kinovorführungen belaufen sich auf rund 2,2 Millionen US-Dollar. In Deutschland verzeichnet der Film etwa 123.000 Besucher.